# Gunnar Galin
Gunnar Galin (1902. április 4. – 1997. január 21.) Európa-bajnok svéd jégkorongozó.
Részt vett az 1921-es jégkorong-Európa-bajnokságon Stockholmban, és, mint házigadzda a svéd válogatott meg is nyerte. A döntőben 7–4-re győzték le a csehszlovák válogatottat.
A következő, 1922-es jégkorong-Európa-bajnokságon St. Moritzban, a csehszlovákok visszavágtak és ők lettek az Európa-bajnokok a svédek előtt.
Utoljára a milánói, 1924-es jégkorong-Európa-bajnokságon játszott a válogatottban, ahol a svéd válogatott a döntőben 2–1-es vereséget szenvedett a francia válogatottól és ezüstérmes lett.
Klubcsapatai az AIK Ishockey, az IK Göta és az IFK Stockholm voltak. Az IK Götával négyszeres svéd bajnok volt 1927 és 1930 között.